# Pleasure (film, 2013)
Pleasure är en svensk kortfilm från 2013 som är regisserad av Ninja Thyberg. Filmen vann Canal+ Award vid filmfestivalen i Cannes 2013.

## Handling
Huvudpersonen Marie (spelad av Jenny Hutton) ska spela in en porrfilm. Filmen skildrar livet bakom kulisserna och händelser kring filminspelningen. Den tar upp de mörkare sidorna av porrindustrin.